# Alfredo Pezzana
Alfredo Pezzana (Chivasso, 1893. március 31. – Torino, 1986. május 7.) olimpiai bajnok olasz párbajtőr- és kardvívó.